# Assemblées de la République romaine
 (mai 2012).
 (mai 2012).
Peu après la fondation de la République romaine (traditionnellement datée de 509 av. J.-C.), seraient apparues deux nouvelles assemblées, les comices tributes et les comices centuriates. Parallèlement, la plèbe aurait tenu une autre assemblée, le concile plébéien (« assemblée des seuls plébéiens »).

## Introduction

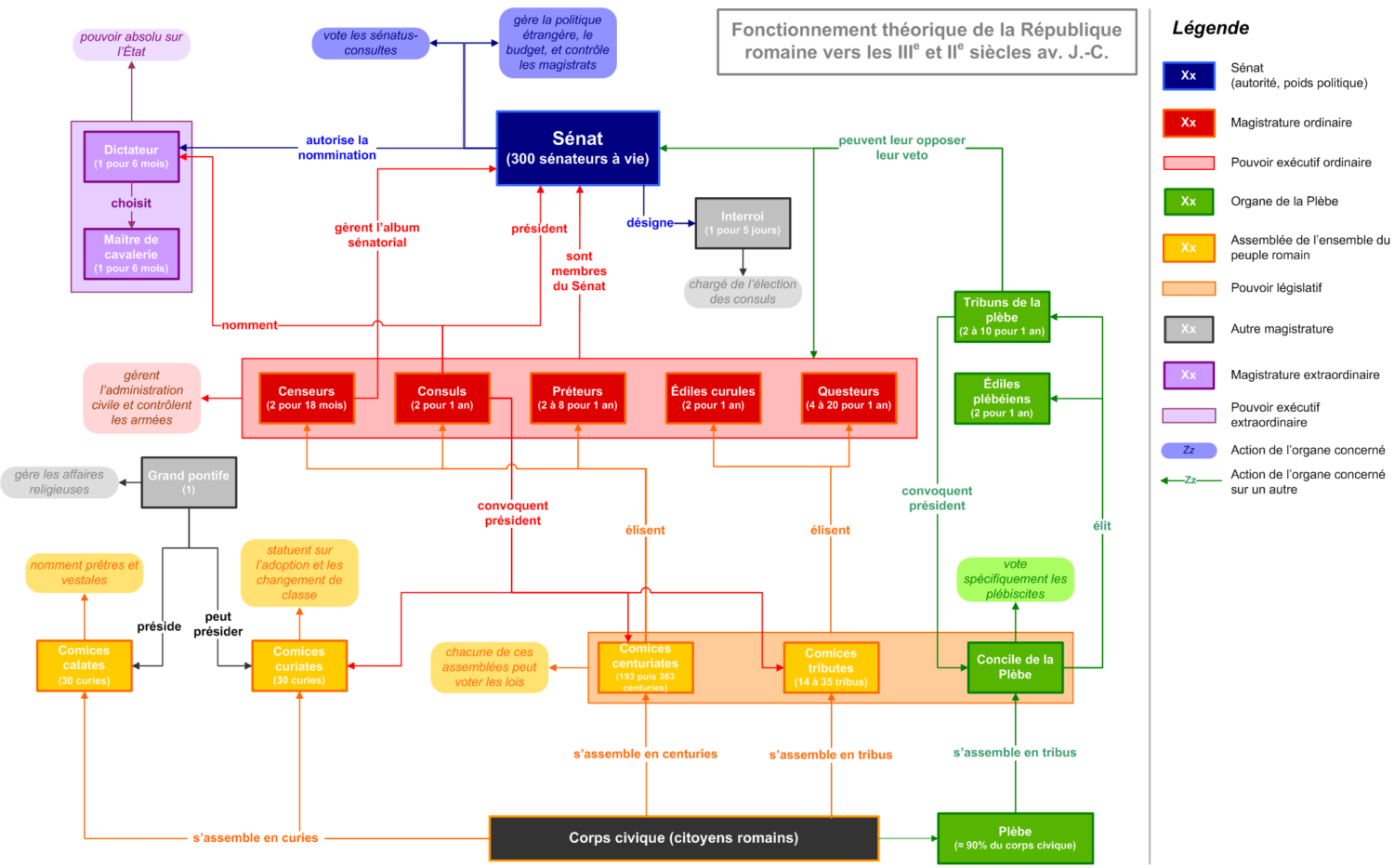
Fonctionnement théorique de la République romaine vers les

Selon l'historien contemporain Polybe, c'est le peuple (et donc les assemblées) qui a le dernier mot pour les élections des magistrats, la promulgation des nouvelles lois, l'exécution de la peine capitale, la déclaration de guerre ou de paix, et la création (ou la dissolution) des alliances. Le peuple (et donc les assemblées) tient la source ultime du pouvoir, donnant aux institutions romaines une certaine dimension démocratique.
L'importance du peuple de Rome dans l'état romain peut être vue par sa place dans le symbole de l'autorité de l'état romain, Senatus Populusque Romanus (« le Sénat et le Peuple de Rome » ou « SPQR »). C'est l'empreinte du pouvoir, de l'autorité et du consentement (politique aussi bien que religieux) sous laquelle les légions romaines et leurs aigles dorés ont marché à travers leur conquête du monde Méditerranéen.

## Comicia,ConciliumetConventio
Il existe deux types d’assemblées romaines : les comices (comitia) et les conciles (concilium). Les comices sont les assemblées de tous les citoyens (populus romanus ou peuple de Rome). Les comices sont utilisées à des fins officielles comme la ratification des lois. Les décisions d’une comice s’appliquent à tous les membres de cette comice (c'est-à-dire à tout le peuple de Rome).
Le second type d’assemblée, les conciles, sont des forums (fora) où des groupes spécifiques de citoyens se réunissent dans un but officiel (ratification des lois). Par exemple, le concile plébéien (concilium plebis) est un concile où se réunissent les plébéiens. Les décisions d’un concile s’appliquent aux membres du concile considéré. C’est pourquoi, par exemple, les décisions prises par le concile plébéien (« plébiscites ») ne s’appliquent à l’origine qu’aux seuls plébéiens.
Au contraire des comices et des conciles, une conventio est un forum à caractère officieux où les Romains peuvent se réunir pour écouter un discours politique. Les citoyens ordinaires peuvent seulement s’exprimer dans ce genre d’assemblée (et non dans une comice ou un concile). Ces conventiones sont de simples réunions plutôt qu’un moyen permettant de légiférer. En fait, les votants se rassemblent d’abord en conventiones, pour entendre chaque discours, puis se réunissent en comices ou conciles afin de voter de façon effective.

## Procédures des assemblées
Seule une seule assemblée peut fonctionner à un moment donné, puisque ce sont les mêmes citoyens qui les composent, étant simplement organisés autrement. Si une session est déjà en cours, elle peut être dissoute par un magistrat (avocare), le président de l'assemblée ou tout magistrat ayant préséance sur lui.

### De l'annonce du vote
Un préavis doit toujours être donné plusieurs jours avant que l'assemblée se réunisse pour voter. Pour les élections, au moins trois jours de marché (généralement plus de deux semaines) doivent se dérouler entre l'annonce de l'élection, et l'élection elle-même. Cette période, connue sous le nom de trinundinum, est le moment où les candidats interagissent avec les électeurs. Au cours de cette période, aucune législation ne peut être proposée ou votée. En 98 av. J.-C., la lex Caecilia Didia requiert qu'un trinundinum ait lieu entre la proposition d'une loi, et le vote de celle-ci.
Quand une assemblée est réunie pour la conduite d'un procès, le magistrat président doit donner son avis (diem dicere) à la personne accusée le premier jour de l'enquête (anquisito). À la fin de chaque jour, le magistrat doit donner un autre avis à l'accusé (diem prodicere). Cela informe l'accusé que l'enquête se poursuit. Une fois l'enquête terminée, un trinundinum doit s'écouler avant que le vote final puisse être pris en faveur de la condamnation ou de l'acquittement.

### Formation de laconventioavant le vote
Tout magistrat a le pouvoir de convoquer une assemblée. Les électeurs doivent d'abord s'assembler sans se répartir (en conventio). Ils restent dans leur conventio jusqu'à ce que le vote commence. Les discours sont seulement prononcés devant une conventio si l'issue du vote est une affaire législative ou juridique. Généralement, le président doit permettre à un électeur de faire un discours avant.
Si le but du vote est une élection, il n'y a pas de discours prononcé pendant la conventio. En effet, les candidats font campagne par des rassemblements (et souvent de la corruption) des électeurs.
Avant que chaque réunion ne commence, les auspices (une recherche de présages envoyés par les dieux) doivent être pris. C'est pour s'assurer que la session a l'approbation des dieux. Si les auspices sont favorables, une prière est d'abord effectuée, et ensuite le magistrat procède à l'ordre du jour.
Avant de déclencher le vote d'un projet de loi particulier, un héraut le lit devant l'assemblée. Ensuite, si celle-ci est composée en tribus, l'ordre du vote doit être déterminé. Une urne est apportée, et on détermine quelles tribus voteront en premier. Après cette procédure, un tribun de la plèbe ne peut plus utiliser son droit de veto sur le projet de loi.

### Formation d'une comice pour le vote
On dit alors aux électeurs : « discedite, quirites » (« rejoignez vos groupes »). À ce moment, la conventio se rompt, et les électeurs forment leur comitia ou leur concilium. Si l'assemblée est l'une des tribus, les électeurs s'assemblent dans un large domaine clos (saepta). S'il s'agit de centuries, un licium convoque les électeurs dans leurs espaces clos. Chaque membre vote en plaçant un caillou ou un vote écrit dans une jarre appropriée.
Les paniers (cistae) qui contiennent les votes sont dépouillés par des officiers connus sous le nom de custodes. Ceux-ci comptent (diribitio) les bulletins de vote, et présentent les résultats au magistrat président. Les votes de tous les membres d’une centurie, tribu ou curie ne comptent que pour un vote (c'est-à-dire que, par exemple, les votes des membres de la même centurie ne représentent qu’un seul vote, celui de la majorité au sein de la centurie). Une fois que la majorité des tribus ou centuries a voté dans le même sens, le vote prend fin, et l'affaire est décidée. Si le processus n’est pas terminé à la tombée de la nuit, les électeurs sont renvoyés sans avoir pris une décision. Le processus est recommencé à nouveau le jour suivant.

## Comices curiates
Durant la première décennie de la République, le peuple de Rome est réparti en trente curies,,. Les curies sont organisées sur la base des gentes (parenté ethnique). En ce temps, les centuries et tribus ne sont pas utilisées à des fins politiques. Les curies se rassemblent dans des buts législatifs, électoraux et judiciaires sous forme de comices curiates.

### Curies
Les curies sont organisées à partir des gentes (ou parenté ethnique, les familles). Par conséquent, bien après que les comices curiates ont perdu une grande partie de leurs pouvoirs politiques, elles conservent la juridiction des problèmes liés aux gentes. Sous la direction du pontifex maximus, les comices curiates s’occupent des vœux et adoptions (adrogatio). Elles peuvent également introniser certains prêtres et transférer des citoyens des classes patriciennes vers les classes plébéiennes.
En 59 av. J.-C., elles transfèrent le patricien Publius Clodius Pulcher dans la classe plébéienne pour qu'il puisse se présenter au tribunat de la plèbe. En 44 av. J.-C., elles ratifient la volonté de Jules César, et l'adoption de son neveu Caius Octavius (le futur empereur Auguste) comme son fils et héritier.

### Premières années de la République
Il y a deux assemblées en qui se réunissent en curies. Pour les deux, les curies (plutôt que les centuries ou les tribus) sont la base de leur organisation. Une de ces assemblées, les « comices curiates plébéiennes », n'est composée que de plébéiens. C'est l'origine du concile plébéien. L'autre de ces assemblées, les « comices curiates patricio-plébéiennes », est composée tant de patriciens que de plébéiens.
Ce sont les consuls (les seuls magistrats ayant l’imperium aux débuts de la République) qui président les « comices curiates patricio-plébéiennes ». Cette assemblée a tous les pouvoirs législatifs, électoraux et judiciaires. Ces lois (leges) s'appliquent à tout le peuple de Rome (patriciens et plébéiens). Alors que les plébéiens peuvent participer à cette assemblée, ils n'ont cependant pas le droit de vote.

### Perte de ses pouvoirs
Peu après la fondation de la République, les pouvoirs des « comices curiates patricio-plébéiennes » sont transférés aux comices centuriates et aux comices tributes. L'assemblée tombe en désuétude, et devient connue sous le nom de « comices curiates » à la fin de la République, nom qui est aujourd'hui gardé.
Les comices curiates devenues obsolètes restent présidées par un magistrat curule (généralement soit un consul, soit un préteur). Toute loi ratifiée par cette assemblée peut être bloquée par le veto d’un tribun de la plèbe. L’activité de cette assemblée est dépendante des auspices. Les actes que les comices curiates votent sont surtout symboliques et généralement approuvés par l'assemblée.
À un moment donné, peut-être dès 218 av. J.-C., les trente curies des comices curiates sont abolies et remplacées par trente licteurs.
Après qu’elles sont tombées en désuétude, le principal rôle législatif des comices curiates est de passer la loi annuelle lex curiata de imperio. Théoriquement, cette loi est nécessaire à la ratification des élections des consuls et préteurs, leur transmettant l’imperium. Néanmoins, en pratique, il s’agit plutôt d’une simple cérémonie facultative.

## Comices centuriates
Pendant toute la République romaine, les citoyens sont répartis en centuries à des fins militaires, et en tribus à des fins civiles. Chacun des deux groupes (centuries et tribus) se rassemble pour des buts législatifs, électoraux et judiciaires. L’assemblée des centuries s’appelle les comices centuriates (comitia centuriata, « assemblée des centuries » ou « assemblée de l'armée »).

### Présidence
Le président des comices centuriates est généralement un consul ou un préteur. Depuis qu’elles élisent les magistrats, on les considère comme ses représentants. Ainsi, les comices centuriates sont présidées par leur propre représentant élu.
Généralement, seuls les consuls président les élections car ils sont toujours élus en même temps que les préteurs (qui sont des magistrats inférieurs). Le seul autre magistrat élu par cette assemblée, le censeur, a théoriquement un rang supérieur, cependant, il ne détient pas l’imperium, et ne peut donc pas présider l'assemblée.
Cette assemblée se réunit souvent sur le champ de Mars (Campus Martius). Le magistrat président est assis sur une chaise curule et porte une toge pourpre bordée. Il est accompagné par des gardes du corps appelés licteurs. Ceux-ci portent des haches nommées fasces qui symbolisent le pouvoir de coercition de l'état sur les citoyens romains. Alors que les électeurs de cette assemblée portent des toges et sont désarmés, on les considère comme des soldats. À cause de cela, ils ne peuvent pas se réunir à l'intérieur du pomœrium (la limite physique et sacrée de la ville de Rome).

### Centuries
Quand les comices centuriates sont fondées, elles sont conçues pour refléter l'armée romaine. Les soldats sont alors classés sur la quantité de propriété qu'ils possèdent. Les soldats ayant le plus de biens ont un rang supérieur à ceux qui en ont moins. Par conséquent, cette assemblée favorise les plus riches au détriment des plus pauvres. Les comices centuriates, comme l'armée romaine, sont divisées en centuries. Il y a 193 centuries dans l'assemblée. Alors que les soldats riches sont divisés en plusieurs centuries dans la première armée romaine, ils le sont aussi dans les comices centuriates. Ainsi, bien qu'ils soient moins nombreux, ils ont une plus grande influence.
Les 193 centuries (plus tard on en comptera 373) sont divisées en plusieurs niveaux. Il y a les equites, les pedites et les adjoints non-armés,.

#### Equites
Les equites (la cavalerie) représentent le plus haut grade des soldats montés. Ils sont l’élite de l’armée et ont le grade d’officier. Les equites sont organisés en 18 centuries. Ce sont les plus riches des citoyens romains, les seuls à pouvoir se permettre d'avoir un cheval. Six des centuries des equites, les sex suffragia, sont composées exclusivement de patriciens.

#### Pedites
Les pedites constituent l’infanterie de l’armée romaine. Ils sont divisés en 170 centuries, dont 85 de iunores (jeunes soldats, 17 à 45 ans) et 85 de seniores (vieux soldats, 46 à 60 ans).
Ils sont divisés en cinq classes, chacune de ces cinq classes est elle-même divisée en centuries de iunores (jeunes soldats, les « cadets », 17 à 45 ans), les plus nombreux et le gros de l'armée, et de seniores (vieux soldats, les « aînés », 46 à 60 ans),, qui constituent généralement la réserve.
Le vote combiné des iuniores (85 centuries) égale celui des seniores (85 centuries). Le résultat de cette organisation fait que le vote d'un seniores vaut beaucoup plus que celui d'un iuniores. L'incidence nette est qu'on donne plus d'influence aux vieux soldats expérimentés. Comme Cicéron le note, ce choix est intentionnel pour que les décisions de l'assemblée soient en accord avec la volonté des soldats les plus expérimentés. Cela garantit que l'assemblée prend les meilleurs décisions possibles.
Les pedites sont divisés en cinq classes, basées sur la propriété. La première classe consiste en soldats très équipés avec une lourde armure. Les classes inférieures sont successivement moins équipées et amurées, et la cinquième classe consiste en soldats qui n'ont rien d'autre que des frondes et des pierres. Toutes les centuries d'une classe doivent voter avant que les centuries d'une classe inférieure ne votent.
La première classe de pedites est composée de 80 centuries. Quarante d'entre elles sont composées de iuniores et les quarante autres de seniores. Les classes deux, trois et quatre sont divisées en vingt centuries chacune. La cinquième classe est composée de trente centuries. Dans chaque classe, il y a autant de classes de iuniores que de seniores.

#### Non-armés
Les soldats non-armés sont répartis dans les cinq dernières centuries. Quatre de ces centuries se composent d’artisans et de musiciens. La cinquième centurie, les proletarii, consiste en soldats ayant peu ou pas de propriété,. Ce sont toujours les dernières centuries à voter. Ainsi, elles n'ont jamais l'occasion de voter, la majorité des centuries ayant déjà donnée son avis, et le vote s'arrêtant dès qu'une majorité absolue est atteinte, c'est-à-dire bien avant les centuries de soldats non-armés. Ces centuries sont composées de gens très pauvres et extrêmement nombreux mais qui sont ignorés pendant le recensement. Après les réformes de Caius Marius, cependant, la plupart des soldats appartiennent à ces centuries.

### Réorganisation
Les comices centuriates sont organisées à l’origine (temps qui remonterait au règne du roi Servius Tullius) d’une manière très aristocratique (organisation servienne). Selon cette organisation, les classes les plus élevées (cavalerie et première classe d’infanterie) contrôlent suffisamment de centuries pour obtenir la majorité à chaque vote. Il y a alors un total de 193 centuries, et il suffit que les dix-huit des equites et les 80 des pedites de la première classe se mettent d'accord pour emporter le vote sans que les classes suivantes aient l'occasion de voter.
En 241 av. J.-C., une réorganisation de l’assemblée la rend plus démocratique. Sous le nouveau système, les trente-cinq tribus sont chacune divisées en dix centuries. Cinq de ces centuries sont composées de seniores, les cinq autres de iuniores. Chacune de ses cinq centuries est assignée à l'une des cinq classes de cens, basées sur la propriété. Par conséquent, chaque centurie a deux centuries (une de seniores et une de iuniores) dans chacune des cinq classes. Les exigences pour chaque classe sont sûrement élevées. Au total, il en résulte 350 centuries de pedites. Les dix-huit centuries de chevaliers et les cinq de non-armées sont incluses dans le nouveau système. Dorénavant, la majorité ne peut pas être atteinte à coup sûr avant que la troisième classe d'infanterie n’ait commencé à voter.
Sous sa dictature, Sylla restaure la vieille organisation servienne. Cependant, peu après sa mort, le nouveau système est réinstitué.

### Procédure de vote
Les sept classes (une classe de cavalerie, cinq classes d’infanterie et une classe de soldats non-armés) votent par ordre de richesse : d'abord, les equites, puis la première classe des pedites, la deuxième, la troisième, la quatrième, la cinquième et enfin les centuries des non-armés. Les centuries de chaque classe votent une par une, jusqu’à ce que toute la classe ait voté. Selon Cicéron, l’assemblée est délibérément arrangée de telle sorte que le petit peuple (le plus grand nombre) n’ait que peu de pouvoir. Selon Tite-Live, le but est que chacun puisse voter, mais que le vote des "meilleurs individus" de l’état ait plus de poids. Une fois la majorité atteinte, le vote s'arrête et les dernières centuries n'ont pas l'occasion d'exprimer leur vote.

### Pouvoirs des comices centuriates
Elles peuvent élire les consuls, préteurs et censeurs. De plus, elles peuvent promulguer une loi qui donne les pouvoirs de l’imperium aux consuls et préteurs (lex de imperio) ainsi que les pouvoirs de la censure aux censeurs (lex potestate de censoria). Alors que les comices curiates peuvent voter une loi similaire (lex curiata de imperio), cette loi n'a pas de conséquence juridique.
Seules les comices centuriates peuvent déclarer une guerre offensive. Techniquement, aucune autre assemblée, ou même le Sénat, ne peut le faire.
Elles valident le cens (recensement des citoyens par classes). Elles servent aussi comme la plus haute cour d’appel dans certains cas de justice (en particulier, les cas punis de la peine capitale). Bien que les comices centuriates aient le pouvoir de ratifier les lois ordinaires, elles ne s’en servent que rarement.

## Comices tributes
Pendant toute la République romaine, les citoyens sont répartis en centuries à des fins militaires, et en tribus à des fins civiles. Chacun des deux groupes (centuries et tribus) se rassemble pour des buts législatifs, électoraux et judiciaires. Alors que les centuries se réunissent en une seule assemblée (les comices centuriates), les tribus s'assemblent en deux assemblées différentes. Ces deux assemblées sont les comices tributes (« assemblée tribale ») et le concile plébéien (Concilium Plebis ou « comices tributes plébéiennes »). En effet, les comices tributes sont une « assemblée patricio-plébéienne des tribus », alors que le concile de la plèbe est une « assemblée plébéienne des tribus »

### Deux assemblées
La seule différence entre les deux assemblées réside dans le fait que les patriciens ne peuvent voter dans le concile plébéien. Comme les patriciens sont exclus, le concile plébéien ne représente pas tout le peuple, de sorte que le concile ne peut pas élire de magistrats. En tant que tel, les magistrats n'ont aucun rapport juridique avec le concile de la plèbe. Mais le concile plébéien élit ses propres représentants (tribuns de la plèbe et édiles plébéiens), qui président par ailleurs le concile.
Le président des comices tributes est généralement soit un consul soit un préteur. Ces magistrats sont élus par le peuple de Rome (tant patriciens que plébéiens) alors organisée sur les bases des centuries. Ainsi, alors qu'ils ne sont pas élus par les comices tributes, ils sont cependant leurs représentants.
Les comices tributes élisent les questeurs, les édiles curules, et les tribuns militaires. Bien que les comices tributes aient le pouvoir de promulguer de nouvelles lois, elles ne s’en servent que rarement. Ordinairement, c'est le concile plébéien qui promulgue les nouvelles lois. Les comices tributes ont également le pouvoir d’instruire des cas judiciaires.
Cependant, après les réformes de Sylla, la capacité de juger des cas est assignée à des quaestiones perpetuae (« tribunaux permanents »). Chaque cour a une juridiction spécifique.
Outre le fait que le concile plébéien exclut les patriciens et est présidé par un de ses représentants élus, il est en tout point identique aux comices tributes.

### Tribus
Les deux assemblées tribales, les comices tributes et le concile plébéien, sont composées de 35 groupes appelés tribus. Celles-ci ne sont pas basées sur des considérations ethniques ou par liens de parenté mais sur les divisions géographiques. C’est ce qui distingue les tribus des curies. Contrairement aux centuries, l’appartenance à une tribu ne dépend pas de la richesse. Quand les tribus sont créées, les divisions sont géographiques. C'est semblable aux districts qui nomment la chambre des représentants des États-Unis. Cependant, comme on rejoint la tribu à laquelle son père appartient (ou son père adopté), les distinctions géographiques sont finalement perdues.
Chaque tribu a en plus des sous-divisions. Dans les tribus urbaines, celles-ci sont appelées vici, alors qu'elles sont appelées pagi pour les tribus rurales. D'autres sous-divisions dans les tribus sont possibles. Un exemple serait un collegia (« collège »). Celui-ci est une sous-division professionnelle. La tribu, cependant, est toujours l'unité d'organisation fondamentale. Chaque tribu a ses propres magistrats, tels que les curatores et les divisores (« trésoriers »). Elles ont aussi des officiers chargés des registres, pour conduire le cens des tribus. À la fin de la République, certains magistrats des tribus sont assignés dans le rôle de corruption durant les élections.
Le magistrat président s'assure que toutes les tribus ont au moins cinq membres votants. Si une tribu manque de votants, le magistrat choisit des gens d'une autre tribu pour qu'ils votent dans la tribu vacante.
Alors qu'une terre ne peut jamais être retirée à une tribu, les censeurs ont le pouvoir d'allouer de nouvelles terres aux tribus existantes. Cela a lieu pendant le cens. Ainsi, les censeurs ont le pouvoir de répartir les tribus d'une manière plus avantageuse pour eux et leurs partisans.

### Procédure de vote des deux assemblées tribales
Aux débuts et au milieu de la république, les deux assemblées tribales se réunissent à des endroits différents du Forum Romanum. Souvent, elles se placent devant les Rostres, le Comitium, ou dans le temple de Castor et Pollux. Parfois, elles se réunissent dans l’area Capitolina, au temple de Jupiter Optimus Maximus. À la fin de la république, elles se réunissent souvent au champ de Mars (Campus Martius), car la taille de cette région à peu près vierge d'habitations et de monuments permet aux votes de se dérouler plus rapidement.
En plus du magistrat président, plusieurs autres magistrats peuvent être présents pendant les réunions, pour servir comme adjoints. Leur principal objectif est d’aider à résoudre les désaccords concernant la procédure ou à permettre aux électeurs d'en appeler à eux concernant toute mesure prise par le magistrat président. Il y a aussi un augure, soit dans l'assistance, soit sur demande. Les augures sont des prêtres qui étudient les présages (prenant les auspices), et essaient de déterminer la volonté des dieux grâce à ces présages. Ce besoin se produit très souvent lorsque les assemblées se réunissent, car les Romains croient que les dieux doivent donner leur approbation ou leur désapprobation à une loi proposée. Des auspices préliminaires sont pris par le magistrat président durant la nuit précédant n'importe quelle réunion. Le magistrat se rend sur le lieu de la réunion entre minuit et l'aube et essaie de déterminer si elle aura l'approbation des dieux.
L'ordre dans lequel les 35 tribus votent est choisi au hasard. Celui-ci n'est pas immédiatement déterminé. En effet, on détermine quelle est la prochaine tribu à voter, et une fois que celle-ci a effectivement voté, on détermine par le hasard quelle est la prochaine à voter. La première tribu sélectionnée est appelée principium. Les premières tribus à voter décident généralement du vote, les tribus suivantes étant influencées. On croyait que l'ordre était choisi par les dieux. Ainsi, on pensait que la position choisie par la première tribu était le choix fait par les dieux. On peut comparer cela aux premiers états votants aux primaires présidentielles américaines, où les premiers résultats peuvent créer un « effet boule de neige ».
Dès qu'une majorité de tribus a donné la même voix, le vote est terminé. Par conséquent, il arrive fréquemment qu'une partie des tribus ne puissent voter.

## Concile plébéien
Le concile plébéien est originellement organisé sur la base des curies. Ce sont, en effet, des « comices curiates plébéiennes ». Autour de 471 av. J.-C., elles sont réorganisées sur la base des tribus. Ainsi, elles sont devenues les « comices tributes plébéiennes »
Son organisation est en tout point similaire à celle des comices tributes, seul le fait qu'il n'y ait que des plébéiens qui y participent et que son président est un tribun de la plèbe le différencie des « comices tributes patricio-plébéiennes »
Voir les paragraphes #Tribus pour son organisation générale et #Procédure de vote pour un détail des procédures.

### De 509 à 471 av. J.-C.
Les « comices curiates plébéiennes » sont l'origine du concile plébéien, voir le paragraphe #Comices curiates durant les premières années de la République. La seule différence entre « comices curiates plébéiennes » et les « comices tributes plébéiennes » est que les premières sont composées de citoyens organisés en curies et que les dernières le sont en tribus.
Avant la première sécession de la plèbe (494 av. J.-C.), les plébéiens se réunissent probablement en une assemblée basée sur les curies. Néanmoins, cette assemblée n’a pas de rôle politique jusqu’à la création des magistratures du tribunat et de l’édilité plébéienne, à la suite de la sécession plébéienne. L'aristocratie plébéienne reconnaît officiellement le pouvoir politique du tribunat. Quand ils légitiment le pouvoir de l'assemblée (toujours les « comices curiates plébéiennes »), un tribun de la plèbe commence à présider le concile plébéien peu après.
Cette assemblée peut élire à la fois les tribuns et les édiles plébéiens. Elle peut aussi légiférer en votant des plébiscites qui, durant les débuts de la République, ne s’appliquent qu’aux seuls plébéiens.

### De 471 à 27 av. J.-C.
Autour de 471 av. J.-C., le concile plébéien est réorganisé. Il commence à utiliser les tribus, plutôt que les curies, comme base de son organisation. Quand il est organisé par curies (et donc par gentes), les plébéiens sont dépendants de leurs patrons patriciens. Quand le concile plébéien est passé à une organisation basée sur les tribus (c'est-à-dire dépendant de considération géographique), les plébéiens gagnent leur indépendance vis-à-vis des patriciens. À ce titre, les « comices curiates plébéiennes » sont devenues les « comices tributes plébéiennes » (ce que nous connaissons plus communément sous le nom de « concile plébéien »).
Tout au long de la vie de la république, presque tous les Romains sont plébéiens. Par conséquent, le concile plébéien n'a jamais été beaucoup plus faible que les comices tributes. Cette assemblée élit les tribuns et les édiles plébéiens, qui sont les représentants élus des plébéiens. Ainsi, ils agissent comme les présidents de cette assemblée.
À la suite de la ratification de toute une série de lois, dont la principale est la Lex Hortensia de 287 av. J.-C., force de loi est donnée aux résolutions prises par le concile (plebiscita) qui s’appliquent non plus aux seuls plébéiens comme c’était le cas avant, mais à tout le peuple de Rome.
À partir de ce moment, la plupart des lois ratifiées proviennent du concile plébéien. Comme le concile n’est composé que de plébéiens, il est beaucoup plus populiste que les comices curiates. Par conséquent, il se trouve en général derrière les réformes controversées (telles que celles lancées par les tribuns Tiberius et Caius Sempronius Gracchus).

## Comices calates
Les comices calates (« assemblée calate ») sont la plus vieille des assemblées romaines. On en sait très peu à son sujet. Comme les comices curiates, les comices calates sont organisées sur la base des trente curies. Toutefois, elles ne s'occupent ni des affaires politiques, ni des affaires juridiques. Le but de cette assemblée est de décider des diverses affaires religieuses (telles que l’intronisation des prêtres et la sélection des futures vestales). Comme ce n'est pas une assemblée politique, c'est le pontifex maximus qui préside cette assemblée, et non un magistrat.